# Federico Ludovico di Meclemburgo-Schwerin
Federico Ludovico di Meclemburgo-Schwerin (Ludwigslust, 13 giugno 1778 – Ludwigslust, 29 novembre 1819) è stato principe ereditario del Granducato di Meclemburgo-Schwerin, uno degli Stati che costituivano la Confederazione tedesca.

## Biografia

### Infanzia

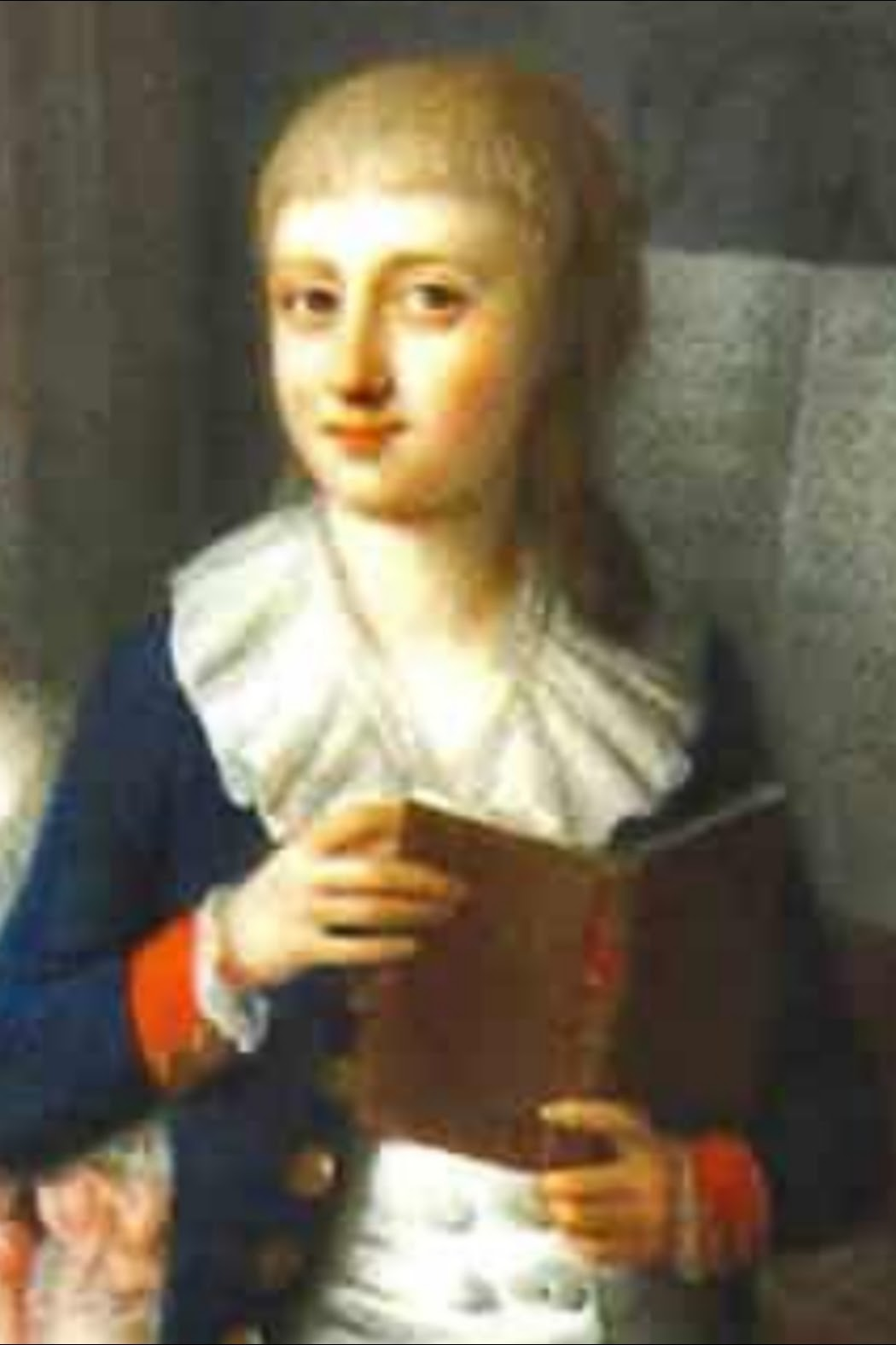
Federico Ludovico ritratto in tenera età nel 1788

Era figlio di Federico Francesco I di Meclemburgo-Schwerin, e di sua moglie, Luisa di Sassonia-Gotha-Altenburg.

### Granduca ereditario di Meclemburgo-Schwerin

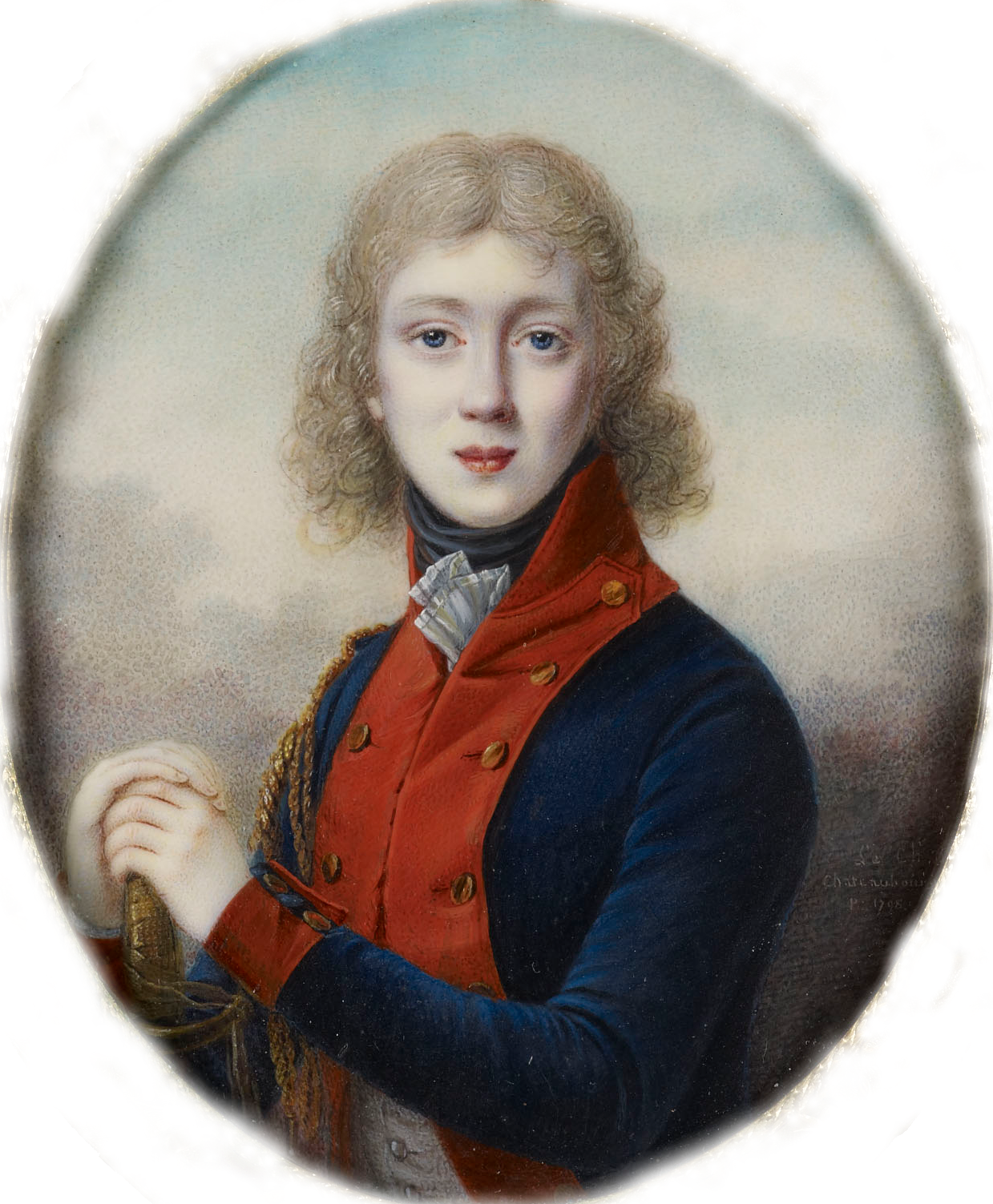
Il granduca ereditario Federico Ludovico di in una miniatura del Chevalier de Chateaubourg del 1798

Quando le truppe francesi occuparono il Meclemburgo, il Granduca e la sua famiglia si rifugiarono ad Amburgo. Poi si trasferirono a San Pietroburgo, dove chiesero aiuto all'imperatore Alessandro I per la liberazione del Meclemburgo dalla dominazione straniera. Nel giugno 1807 il ducato fu liberato dalla dominazione francese. Federico Ludovico, dopo l'adesione del ducato della Confederazione del Reno, compì con successo la carriera diplomatica a Parigi.

### Primo matrimonio

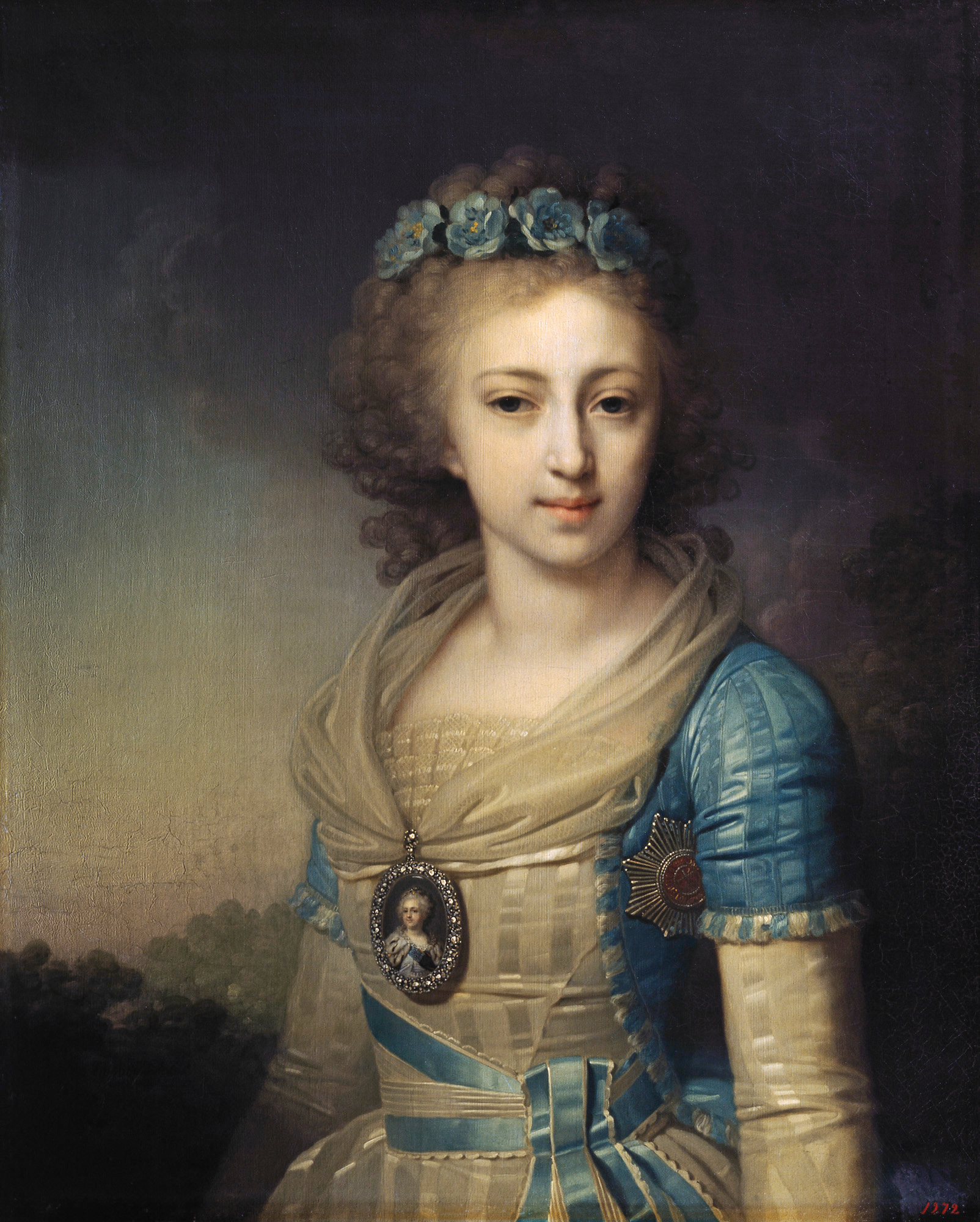
La granduchessa Elena Pavlovna Romanova ritratta da Vladimir Brovkovsky nel 1795

Sposò, il 12 ottobre 1799, a Gatčina, vicino a San Pietroburgo, la granduchessa Elena Pavlovna di Russia, figlia dello zar Paolo I di Russia e Maria Feodorovna. Ebbero due figli.

### Secondo matrimonio

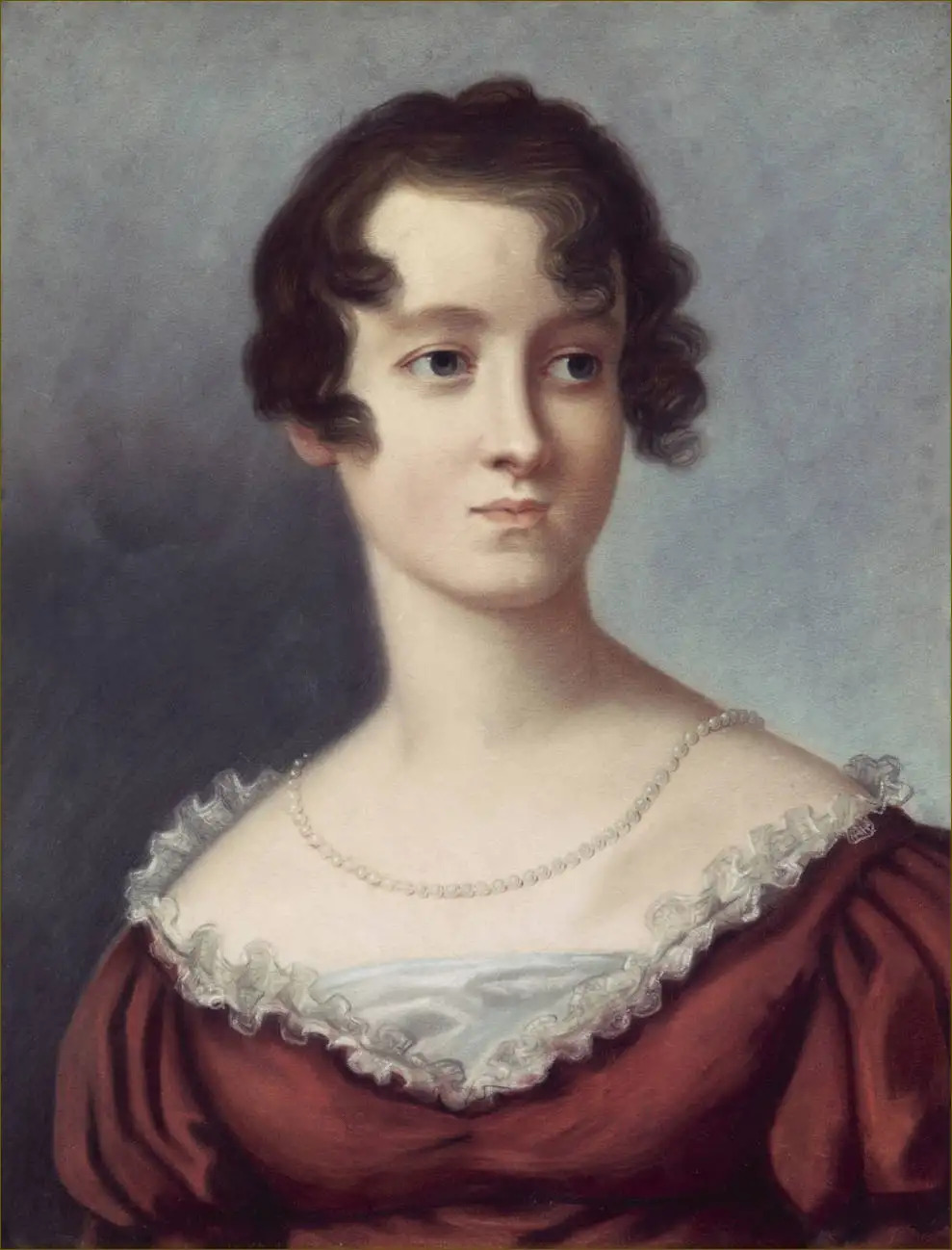
Carolina Luisa di Sassonia-Weimar-Eisenach ritratta da Jacob Roux

Sposò, il 1º luglio 1810, Carolina Luisa di Sassonia-Weimar-Eisenach, figlia del granduca Carlo Augusto di Sassonia-Weimar. Ebbero tre figli.

### Terzo matrimonio

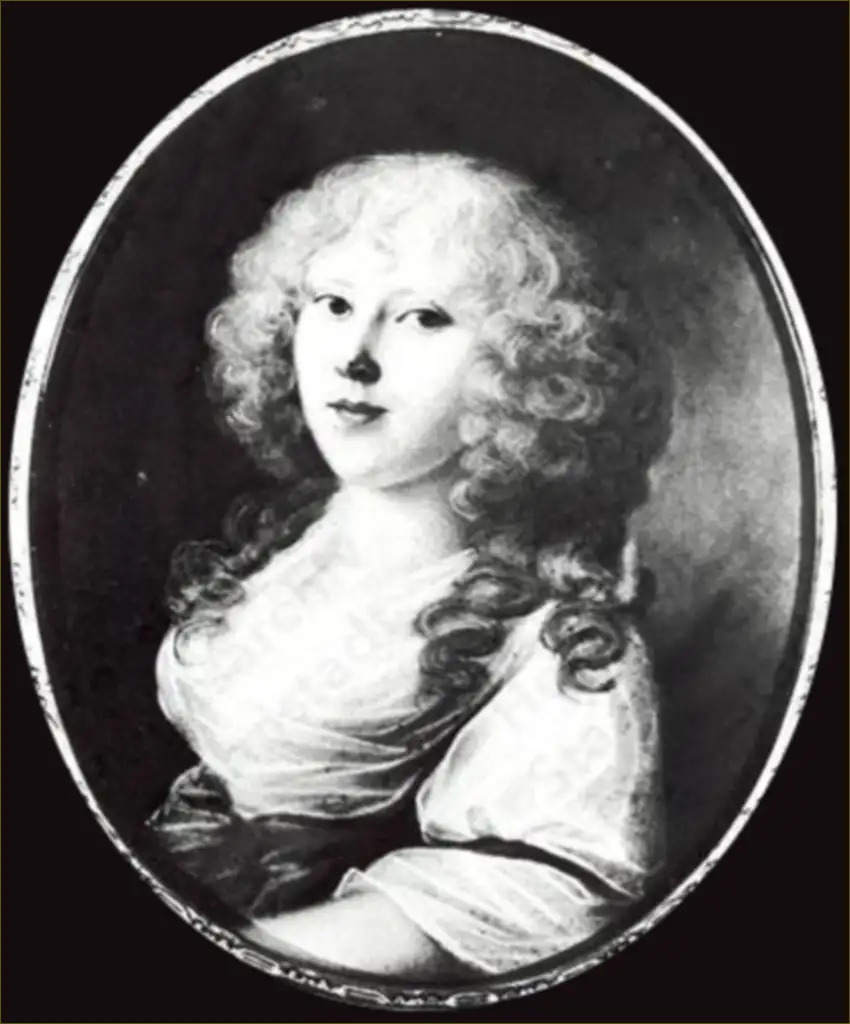
Augusta d'Assia-Homburg in una miniatura d'epoca

Sposò, il 3 aprile 1818, Augusta d'Assia-Homburg, figlia del langravio Federico V d'Assia-Homburg, dalla quale non ebbe figli.

### Morte

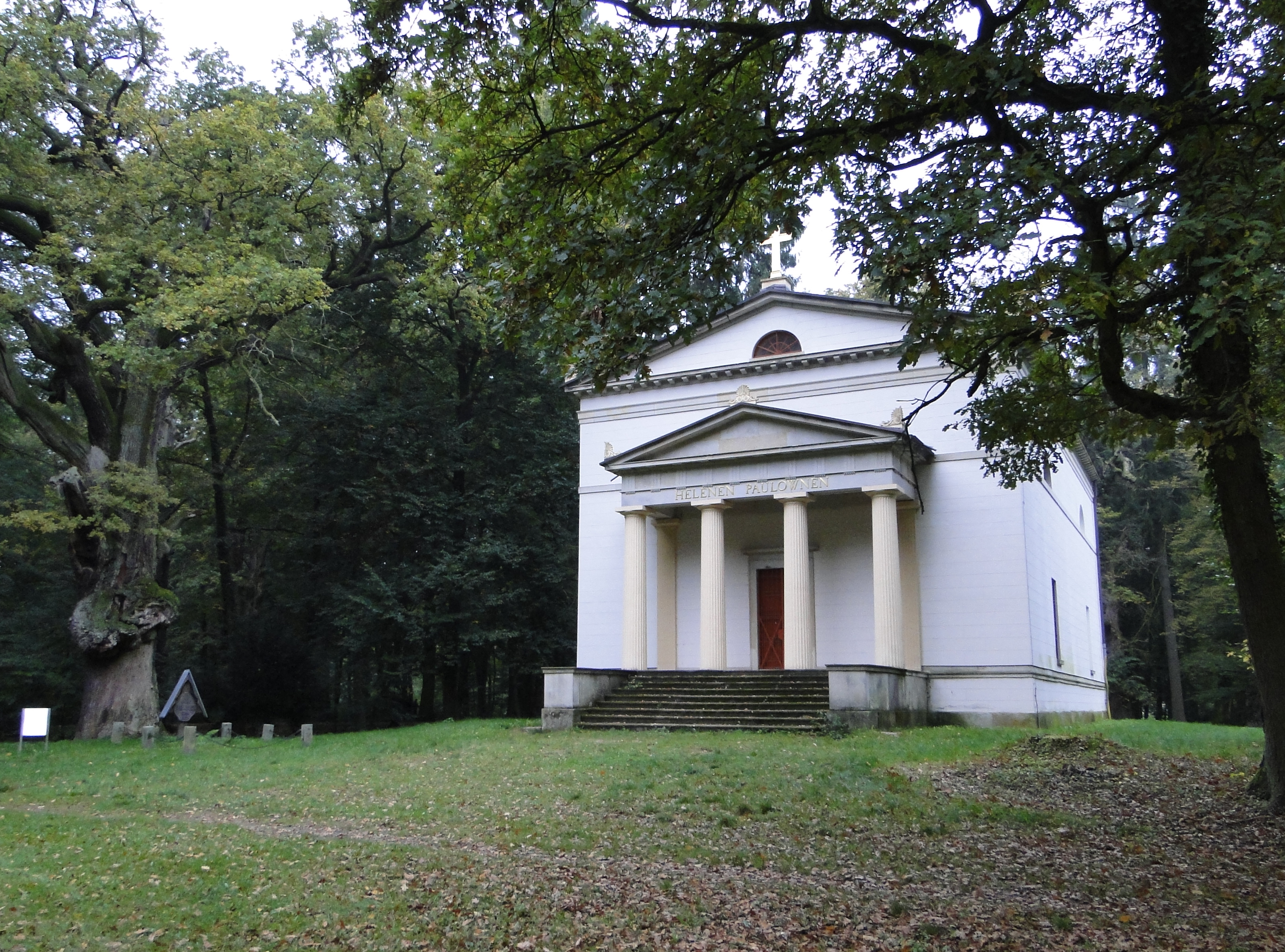
Il mausoleo del principe Federico Ludovico

Morì il 19 novembre 1819, all'età di 42 anni.

## Discendenza
Il granduca Federico Ludovico e la granduchessa Elena Pavlovna di Russia, sua prima moglie, ebbero due figli:
- Paolo Federico (1800–1842), sposò Alessandrina di Prussia;
- Maria (1803–1862), sposò Giorgio di Sassonia-Altenburg.

Dalle sue seconde nozze con Carolina Luisa di Sassonia-Weimar-Eisenach nacquero tre figli:
- Alberto (1812–1834);
- Elena (1814–1858), sposò Ferdinando Filippo d'Orléans;
- Magnus di Meclemburgo-Schwerin (1815–1816).

## Ascendenza
|                                              |                                         |                                                         | Genitori                                      |  |  | Nonni |  |  | Bisnonni                                      |  |  | Trisnonni                        |  |
|                                              |                                         |                                                         |                                               |  |  |       |  |  | Cristiano Ludovico II di Meclemburgo-Schwerin |  |  | Federico di Meclemburgo-Schwerin |  |
|                                              |                                         |                                                         |                                               |  |  |       |  |  | Cristiano Ludovico II di Meclemburgo-Schwerin |  |  | Federico di Meclemburgo-Schwerin |  |
|                                              |                                         | Cristina Guglielmina d'Assia-Homburg                    |                                               |  |  |       |  |  | Cristiano Ludovico II di Meclemburgo-Schwerin |  |  |                                  |  |
| Luigi di Meclemburgo-Schwerin                |                                         |                                                         |                                               |  |  |       |  |  | Cristiano Ludovico II di Meclemburgo-Schwerin |  |  |                                  |  |
|                                              |                                         | Gustava Carolina di Meclemburgo-Strelitz                | Adolfo Federico II di Meclemburgo-Strelitz    |  |  |       |  |  |                                               |  |  |                                  |  |
|                                              |                                         | Gustava Carolina di Meclemburgo-Strelitz                | Adolfo Federico II di Meclemburgo-Strelitz    |  |  |       |  |  |                                               |  |  |                                  |  |
|                                              |                                         | Gustava Carolina di Meclemburgo-Strelitz                | Maria di Meclemburgo-Güstrow                  |  |  |       |  |  |                                               |  |  |                                  |  |
| Federico Francesco I di Meclemburgo-Schwerin |                                         | Gustava Carolina di Meclemburgo-Strelitz                |                                               |  |  |       |  |  |                                               |  |  |                                  |  |
|                                              |                                         | Francesco Giosea di Sassonia-Coburgo-Saalfeld           | Giovanni Ernesto di Sassonia-Coburgo-Saalfeld |  |  |       |  |  |                                               |  |  |                                  |  |
|                                              |                                         | Francesco Giosea di Sassonia-Coburgo-Saalfeld           | Giovanni Ernesto di Sassonia-Coburgo-Saalfeld |  |  |       |  |  |                                               |  |  |                                  |  |
|                                              |                                         | Francesco Giosea di Sassonia-Coburgo-Saalfeld           | Carlotta Giovanna di Waldeck-Wildungen        |  |  |       |  |  |                                               |  |  |                                  |  |
| Carlotta Sofia di Sassonia-Coburgo-Saalfeld  |                                         | Francesco Giosea di Sassonia-Coburgo-Saalfeld           |                                               |  |  |       |  |  |                                               |  |  |                                  |  |
|                                              |                                         | Anna Sofia di Schwarzburg-Rudolstadt                    | Luigi Federico I di Schwarzburg-Rudolstadt    |  |  |       |  |  |                                               |  |  |                                  |  |
|                                              |                                         | Anna Sofia di Schwarzburg-Rudolstadt                    | Luigi Federico I di Schwarzburg-Rudolstadt    |  |  |       |  |  |                                               |  |  |                                  |  |
|                                              |                                         | Anna Sofia di Schwarzburg-Rudolstadt                    | Anna Sofia di Sassonia-Gotha-Altenburg        |  |  |       |  |  |                                               |  |  |                                  |  |
| Federico Ludovico I di Meclemburgo-Schwerin  |                                         | Anna Sofia di Schwarzburg-Rudolstadt                    |                                               |  |  |       |  |  |                                               |  |  |                                  |  |
|                                              | Federico II di Sassonia-Gotha-Altenburg | Federico I di Sassonia-Gotha-Altenburg                  |                                               |  |  |       |  |  |                                               |  |  |                                  |  |
|                                              | Federico II di Sassonia-Gotha-Altenburg | Federico I di Sassonia-Gotha-Altenburg                  |                                               |  |  |       |  |  |                                               |  |  |                                  |  |
|                                              | Federico II di Sassonia-Gotha-Altenburg | Maddalena Sibilla di Sassonia-Weissenfels               |                                               |  |  |       |  |  |                                               |  |  |                                  |  |
| Giovanni Augusto di Sassonia-Gotha-Altenburg | Federico II di Sassonia-Gotha-Altenburg |                                                         |                                               |  |  |       |  |  |                                               |  |  |                                  |  |
|                                              |                                         | Maddalena Augusta di Anhalt-Zerbst                      | Carlo Guglielmo di Anhalt-Zerbst              |  |  |       |  |  |                                               |  |  |                                  |  |
|                                              |                                         | Maddalena Augusta di Anhalt-Zerbst                      | Carlo Guglielmo di Anhalt-Zerbst              |  |  |       |  |  |                                               |  |  |                                  |  |
|                                              |                                         | Maddalena Augusta di Anhalt-Zerbst                      | Sofia di Sassonia-Weissenfels                 |  |  |       |  |  |                                               |  |  |                                  |  |
| Luisa di Sassonia-Gotha-Altenburg            |                                         | Maddalena Augusta di Anhalt-Zerbst                      |                                               |  |  |       |  |  |                                               |  |  |                                  |  |
|                                              |                                         | Enrico I di Reuss-Schleiz                               | …                                             |  |  |       |  |  |                                               |  |  |                                  |  |
|                                              |                                         | Enrico I di Reuss-Schleiz                               | …                                             |  |  |       |  |  |                                               |  |  |                                  |  |
|                                              |                                         | Enrico I di Reuss-Schleiz                               | …                                             |  |  |       |  |  |                                               |  |  |                                  |  |
| Luisa di Reuss-Schleiz                       |                                         | Enrico I di Reuss-Schleiz                               |                                               |  |  |       |  |  |                                               |  |  |                                  |  |
|                                              |                                         | Giuliana Dorotea Luisa di Löwenstein-Wertheim-Virneburg | …                                             |  |  |       |  |  |                                               |  |  |                                  |  |
|                                              |                                         | Giuliana Dorotea Luisa di Löwenstein-Wertheim-Virneburg | …                                             |  |  |       |  |  |                                               |  |  |                                  |  |
|                                              |                                         | Giuliana Dorotea Luisa di Löwenstein-Wertheim-Virneburg | …                                             |  |  |       |  |  |                                               |  |  |                                  |  |
|                                              |                                         | Giuliana Dorotea Luisa di Löwenstein-Wertheim-Virneburg |                                               |  |  |       |  |  |                                               |  |  |                                  |  |